# Montigné-lès-Rairies

Montigné-lès-Rairies este o comună în departamentul Maine-et-Loire, Franța. În 2009 avea o populație de 363 de locuitori.